# WTA Argentine Open 1972
Il WTA Argentine Open 1972 è stato un torneo femminile di tennis giocato sulla terra rossa. È stata la 2ª edizione del torneo, che fa parte dei Tornei di tennis femminili indipendenti nel 1972. Si è giocato a Buenos Aires in Argentina, dal 27 novembre al 1º dicembre 1972.

## Campionesse

### Singolare
Virginia Wade ha battuto in finale  Fiorella Bonicelli con il punteggio di 6–4, 6–1

### Doppio
Helga Masthoff /  Pam Teeguarden hanno battuto in finale  Ana María Arias /  Virginia Wade con il punteggio di 7–5, 6–2